# Figlie del Sacro Cuore di Gesù della Verzeri
Le Figlie del Sacro Cuore di Gesù della Verzeri sono un istituto religioso femminile di diritto pontificio: le suore di questa congregazione pospongono al loro nome la sigla F.S.C.G.

## Storia

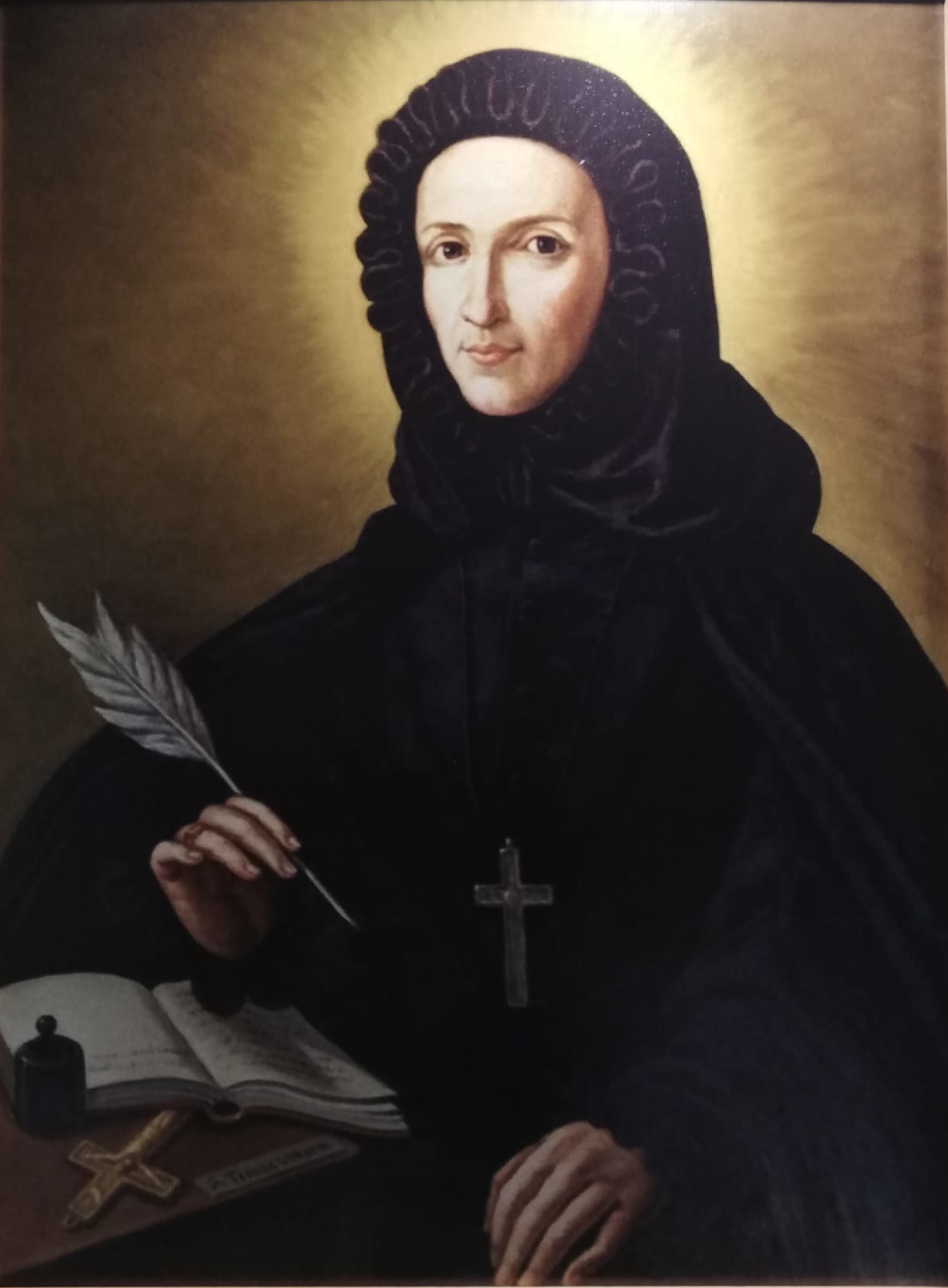
Teresa Eustochio Verzieri, fondatrice dell'istituto

Nel 1823 il canonico conte Giuseppe Benaglio (1767-1836) ebbe l'idea di fondare a Bergamo una congregazione maschile di missionari diocesani e una femminile per l'istruzione delle fanciulle: a causa dell'opposizione del vescovo Carlo Gritti Morlacchi, Benaglio dovette abbandonare il progetto di istituire il ramo maschile e si concentrò su quello femminile. Aprì una scuola per ragazze povere al Gromo (Bergamo Alta) e ne affidò la gestione a una comunità di sue figlie spirituali guidata dalla giovane contessa Carolina Suardo.
Nel giugno del 1823 le giovani insegnanti vennero consacrate al Sacro Cuore di Gesù e si costituirono in pia unione. Nel 1825 la Suardo dovette abbandonare la compagnia per sposare il marchese del Carretto: l'8 febbraio 1831 Benaglio chiamò a dirigere la comunità Teresa Eustochio Verzeri (1801-1852), benedettina nel monastero di Santa Grata.
I primi tempi per l'istituto, ancora privo di riconoscimento giuridico e canonico, furono difficili: dopo la morte di Benaglio la Verzeri cercò di fondere la sua congregazione con la Società del Sacro Cuore di Gesù della Barat, ma il suo tentativo fallì definitivamente nel 1838. Nel 1840 la Verzeri si recò a Roma, dove rimase per sette mesi sperando di essere ricevuta dal pontefice: grazie all'appoggio dei cardinali Angelo Mai e Costantino Patrizi Naro ottenne un'udienza da papa Gregorio XVI che, il 14 maggio 1840, concesse alle Figlie del Sacro Cuore di Gesù il decreto di lode e ne approvò le costituzioni.
La congregazione nel 1842 ottenne anche il riconoscimento civile dalle autorità del regno Lombardo-Veneto e venne approvata definitivamente dalla Santa Sede il 30 settembre 1847.
La fondatrice è stata canonizzata da papa Giovanni Paolo II il 10 giugno 2001.

## Attività e diffusione
Le Figlie del Sacro Cuore di Gesù si occupano principalmente dell'istruzione ed educazione cristiana della gioventù; si dedicano anche alla cura dei malati negli ospedali, all'assistenza alle donne e ai bambini in difficoltà, all'apostolato missionario e collaborano alle attività pastorali delle Chiese locali.
Sono presenti in Europa (Albania, Italia), in America (Argentina, Bolivia, Brasile), in Africa (Camerun, Repubblica Centrafricana, Costa d'Avorio) e in India: la sede generalizia è a Roma.
Al 31 dicembre 2005 l'istituto contava 595 religiose in 83 case.